# نييغاتا (محافظة)
محافظة نييغاتا (باليابانية:  新潟県, نييغاتا-كين) هي إحدى محافظات اليابان تقع في جزيرة هونشو على ساحل بحر اليابان. عاصمتها مدينة نييغاتا.

## توأمة
لنييغاتا (محافظة) اتفاقيات توأمة مع:
- هيلونغجيانغ (1981 - )[5]

## أعلام
- كينتو تسوروماكي
- تاكومي هاسيكوا
- غوسين ساكاي
- كنجي كوماتا
- توموأكي سينو